# 두너우이바로시
두너우이바로시(헝가리어: Dunaújváros)는 헝가리 중부 페예르 주에 위치한 공업 도시로, 면적은 52.66km2, 인구는 48,104명(2011년 기준), 인구 밀도는 922명/km2이다. 다뉴브강과 접하고 있고 부다페스트(헝가리의 수도)에서 남쪽으로 67km 정도 떨어진 곳에 위치한다.
1949년 철강 산업 단지를 조성하기 위한 차원에서 건설되었다. 1951년부터 1961년까지는 소련의 국가 원수인 이오시프 스탈린의 이름을 딴 스탈린바로시(Sztálinváros)라고 부르기도 했다.

## 인구
| 연도 | 인구   | ±%      |
| ---- | ------ | ------- |
| 1949 | 3,949  | —       |
| 1960 | 30,976 | +684.4% |
| 1970 | 45,129 | +45.7%  |
| 1980 | 60,736 | +34.6%  |
| 1990 | 59,028 | −2.8%   |
| 2001 | 55,309 | −6.3%   |
| 2011 | 48,484 | −12.3%  |

## 자매 도시
- 알바니아 엘바산
- 루마니아 지우르지우
- 불가리아 실리스트라
- 오스트리아 린츠
- 영국 코번트리
- 세르비아 스렘스카미트로비차
- 프랑스 빌쥐프
- 이탈리아 테르니
- 튀르키예 이네괼
- 우크라이나 알체우스크

## 같이 보기
- 티서우이바로시